# Bajram Begaj
Bajram Begaj (Rrogozhinë, 20 de março de 1967) é um ex-oficial militar e político albanês, eleito presidente da Albânia. Sucedeu a Ilir Meta e assumiu o cargo em 24 de julho de 2022, como o 9.º presidente do país. 
Begaj, que teve uma longa carreira no exército albanês, serviu como o 26.º Chefe do Estado-Maior General das Forças Armadas de julho de 2020 a junho de 2022. Em 3 de junho de 2022, Begaj foi oficialmente indicado pelo Partido Socialista no governo como candidato ao quarto turno das eleições presidenciais de 2022. Ao assumir o cargo, Begaj tornou-se o quinto presidente da história da Albânia a ter formação militar, depois de Ahmet Zogu, Ramiz Alia, Alfred Moisiu e Bujar Nishani.

## Biografia
Begaj nasceu em 20 de março de 1967, em Rrogozhinë. Formou-se na Faculdade de Medicina de Tirana em 1989, tornando-se um oficial médico ativo em 1998. Tendo concluído seu doutorado profissional, possui o título de "Professor Associado" em Medicina. É casado com Armanda Begaj e tem dois filhos. Durante seus 31 anos de carreira militar, Begaj participou de vários seminários de treinamento e concluiu cursos em Segurança e Defesa, hepatologia, gestão hospitalar, liderança médica estratégica nos Estados Unidos, entre outros.

## Carreira

### Militar
Serviu anteriormente como Comandante do Comando de Doutrina e Treinamento nas Forças Armadas Albanesas. Ocupou vários outros cargos, incluindo Chefe da Unidade Médica Militar e Vice-Diretor Militar do SUT, Diretor do Hospital Militar, Diretor da Inspeção de Saúde, etc. Foi nomeado Chefe do Estado Maior General das Forças Armadas da Albânia em julho de 2020 e assumiu o cargo no final daquele mês.

### Política

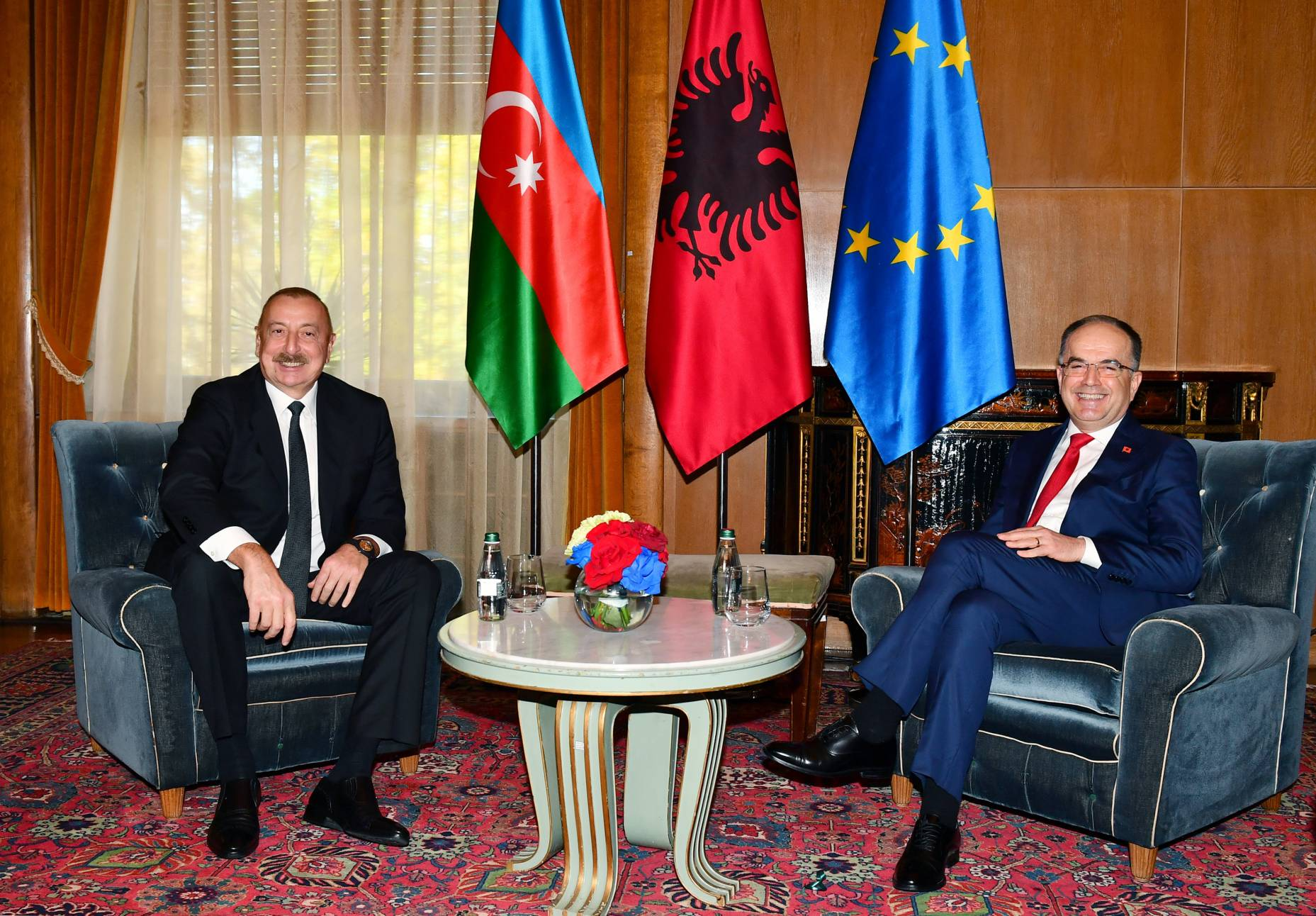
Ilham Aliyev e Bajram Begaj

Begaj foi eleito pelo parlamento da Albânia ao cargo de presidente em 4 de junho de 2022, com 78 votos a favor, 4 contra e 1 abstenção. Com 57 deputados da oposição boicotando a votação, alegando que o processo de nomeação dos candidatos era irregular. Begaj eleito sucedeu Ilir Meta e assumiu o cargo em 24 de julho de 2022, como o 9.º presidente da Albânia.